# ناحیه شرشال
ناحیه شرشال (به عربی: دائرة شرشال) یک ناحیه در الجزایر است که در استان تی‌پازه واقع شده‌است.